# Iodes klaineana
Iodes klaineana är en tvåhjärtbladig växtart som beskrevs av Jean Baptiste Louis Pierre. Iodes klaineana ingår i släktet Iodes och familjen Icacinaceae. Utöver nominatformen finns också underarten I. k. tomentosa.